# Херсонський ґебіт
Херсо́нський ґебі́т, окру́га Херсо́н (нім. Kreisgebiet Cherson) — адміністративно-територіальна одиниця генеральної округи Миколаїв райхскомісаріату Україна з центром у Херсоні. Існувала протягом німецької окупації Української РСР.

## Історія
15 листопада 1941 року опівдні на території майбутньої Херсонської округи виникли дві округи: Херсонська міська (нім. Kreisgebiet Cherson-Stadt) у складі 1 району (місто Херсон) та Херсонська сільська (нім. Kreisgebiet Cherson-Land), що поділялася на п'ять сільських районів, які відповідали п'ятьом радянським районам передвоєнної Миколаївської області: Бериславському, Білозерському, Калініндорфському, Снігурівському та Херсонському. Адміністративними центрами обох утворень було місто Херсон.
15 січня 1943 Херсонський міський та Херсонський сільський ґебіти об'єдналися в один новий Херсонський ґебіт.
Станом на 1 вересня 1943 Херсонський ґебіт поділявся на 6 районів: район Берислав (нім. Rayon Berislaw), район Білозерка (нім. Beloserka), район Великий Інгулець (нім. Rayon Groß Ingulez), центром якого спочатку було селище Калініндорф (нім. Kalinindorf), міський район Херсон (нім. Rayon Cherson-Stadt), сільський район Херсон (нім. Rayon Cherson-Land), центром якого спочатку було село Микільське (нім. Nikolskoje), та район Снігурівка (нім. Rayon Snigirewka).
Ґебіт припинив діяльність на початку 1944 року з наближенням лінії німецько-радянського фронту. 13 березня 1944 року адміністративний центр ґебіту зайняли радянські війська.

## Управління
Керівником цивільної німецької окупаційної адміністрації Херсонської округи був гебітскомісар, який, у свою чергу, перебував у безпосередньому підпорядкуванні генерального комісара Миколаєва та координував роботу п'яти районних адміністрацій: Бериславської, Білозерської, Великоінгулецької, Снігурівської і Херсонської. Також на чолі округи стояв німецький начальник поліції безпеки і СД. Для проведення в життя наказів окупаційної влади було створено органи місцевого врядування, т. зв. українські допоміжні управління, або адміністрації: у містах це були міські управи на чолі з міськими головами (нім. Bürgermeister), кожним із п'ятьох сільських районів управляв т. зв. начальник району (нім. Rayonchef), а в селах втіленням нової влади були сільські старости (нім. Dorfschulz). Колгоспи перетворилися на нумеровані громадські двори на чолі з дворовими старостами, які у своїй діяльності керувалися розпорядженнями сільського старости, районної управи та крайсляндвірта (начальника районного сільськогосподарського управління). Херсонському гебітскомісаріату підпорядковувалася утворена на самому початку окупації Херсонська міська управа, що складалася з кількох членів та міського голови.
Окружний комісаріат складався з діловодної служби і вісьмох відділів: І — загальний (або головне бюро), ІІ — політики і пропаганди, ІІІ — управління, IV — фінансів, V — економіки, VI — будівництва, VII — сільського господарства і харчування, VIII — робітничої політики і соціальних питань.
В адміністративному центрі Херсоні вищу владу уособлював комісар міста Густав Маттерн, а до складу міського комісаріату входили три відділи: І — головне управління (бюджетне, касове і розрахункове відділення, міський інспектор, канцелярський секретар, стенотипіст, перекладач), ІІ — політичний, або відділ роботи серед підростаючого покоління, ІІІ — господарсько-технічний (господарський інспектор, міський секретар, стенотипіст).

## Преса
З 21 вересня 1941 року в окружному центрі видавався часопис міської управи «Голос Дніпра» (шість чисел якого вийшли під назвою «Наддніпрянська правда»). Видання друкувалося в однойменному херсонському видавництві. Редакторами були Ф. Л. Вдовиченко і К. А. Курінний. По 15 лютого 1942 р. часопис мав підзаголовок «Херсонський щоденник». Мова видання була українською, проте окремі статті та оголошення з'являлися російською і німецькою. Виходив нібито тричі на тиждень. Обсяг із двох шпальт у 1941 зріс до чотирьох у 1942—1943 рр. Часопис виходив по 1943 рік і, можливо, навіть до лютого 1944. У червні–листопаді 1943 у Херсоні випускалася газета російською мовою «Наш путь», а також німецькомовне видання для вермахту «Flieger, Funker, Flak» [Льотчик, радист, зенітник], яке у 1943 році продовжило виходити у Бреслау.